# Rosemont–La Petite-Patrie
Rosemont-La Petite-Patrie es un distrito de la ciudad de Montreal. Tiene una superficie de 14,4 km² y una población de 131.318 habitantes.

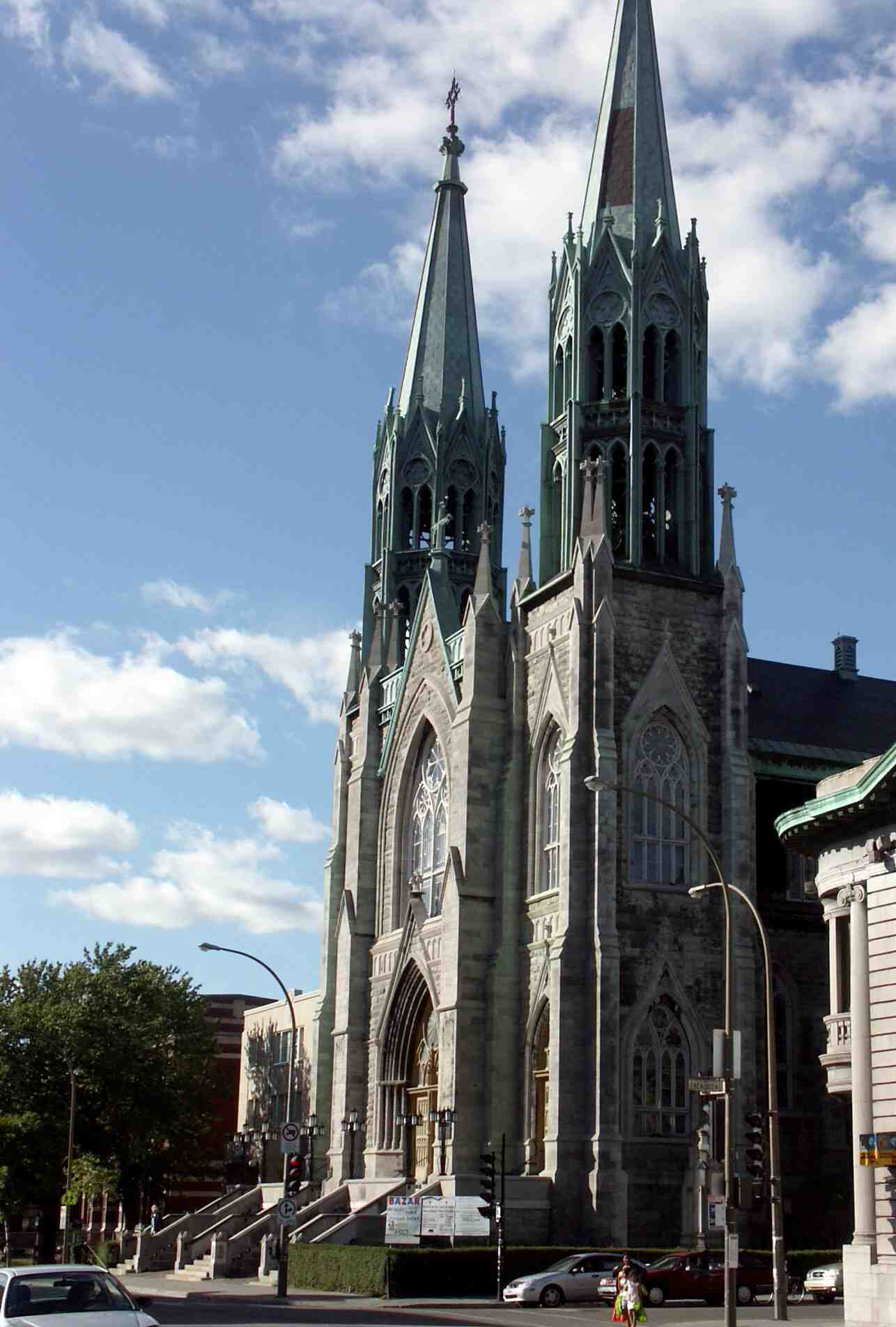
Église Saint-Édouard, rue Saint-Denis.

Sus principales arterias son las calles Beaubien, bulevar Rosemont, calle Masson, bulevar Saint-Laurent, calle Saint-Hubert, calle Papineau, bulevar Pie IX y calle Viau. Las líneas de metro naranja y azul atraviesan el distrito.

## Puntos de interés
- Mercado Jean-Talon
- Instituto de cardiología de Montreal
- Hospital Santa Cabrini
- Hospital Maisonneuve-Rosemont
- Villa olímpica de Montreal
- Parc Maisonneuve: Insectarium de Montreal y Jardín Botánico de Montreal
- Iglesia Madonna della Difesa (Notre-Dame de la Défense), con un fresco de Benito Mussolini, de antes de la Segunda Guerra Mundial

## Barrios
El distrito comprende los barrios de Petite-Patrie, Rosemont y Nouvelle Rosemont. En Petite-Patrie se encuentran varios "barrios étnicos", como la Petite Italie de Montreal.

## Educación
- Cégep de Rosemont
- Collège Jean-Eudes